# Гунаван, Рубен
Рубен Гунаван (индон. Ruben Gunawan; 17 апреля 1968, Джакарта — 28 августа 2005, Манадо) — индонезийский шахматист, гроссмейстер (1999).
В составе сборной Индонезии участник двух Олимпиад (2000 и 2004) и двух командных чемпионатов Азии (1987 и 1993).

## Спортивные достижения
| Год  | Город        | Турнир                        | + | − | = | Результат | Место |
| ---- | ------------ | ----------------------------- | - | - | - | --------- | ----- |
| 1987 | Сингапур     | 7-й командный чемпионат Азии  | 1 | 0 | 1 | 1½ из 2   | 2     |
| 1993 | Куала-Лумпур | 10-й командный чемпионат Азии | 1 | 0 | 2 | 2 из 3    |       |
| 2000 | Стамбул      | 34-я Олимпиада                | 2 | 5 | 2 | 3 из 9    |       |
| 2004 | Кальвиа      | 36-я Олимпиада                | 2 | 2 | 2 | 3 из 6    |       |

## Изменения рейтинга
| Графики недоступны из-за технических проблем. См. информацию на Фабрикаторе и на mediawiki.org. |